# ライトレール

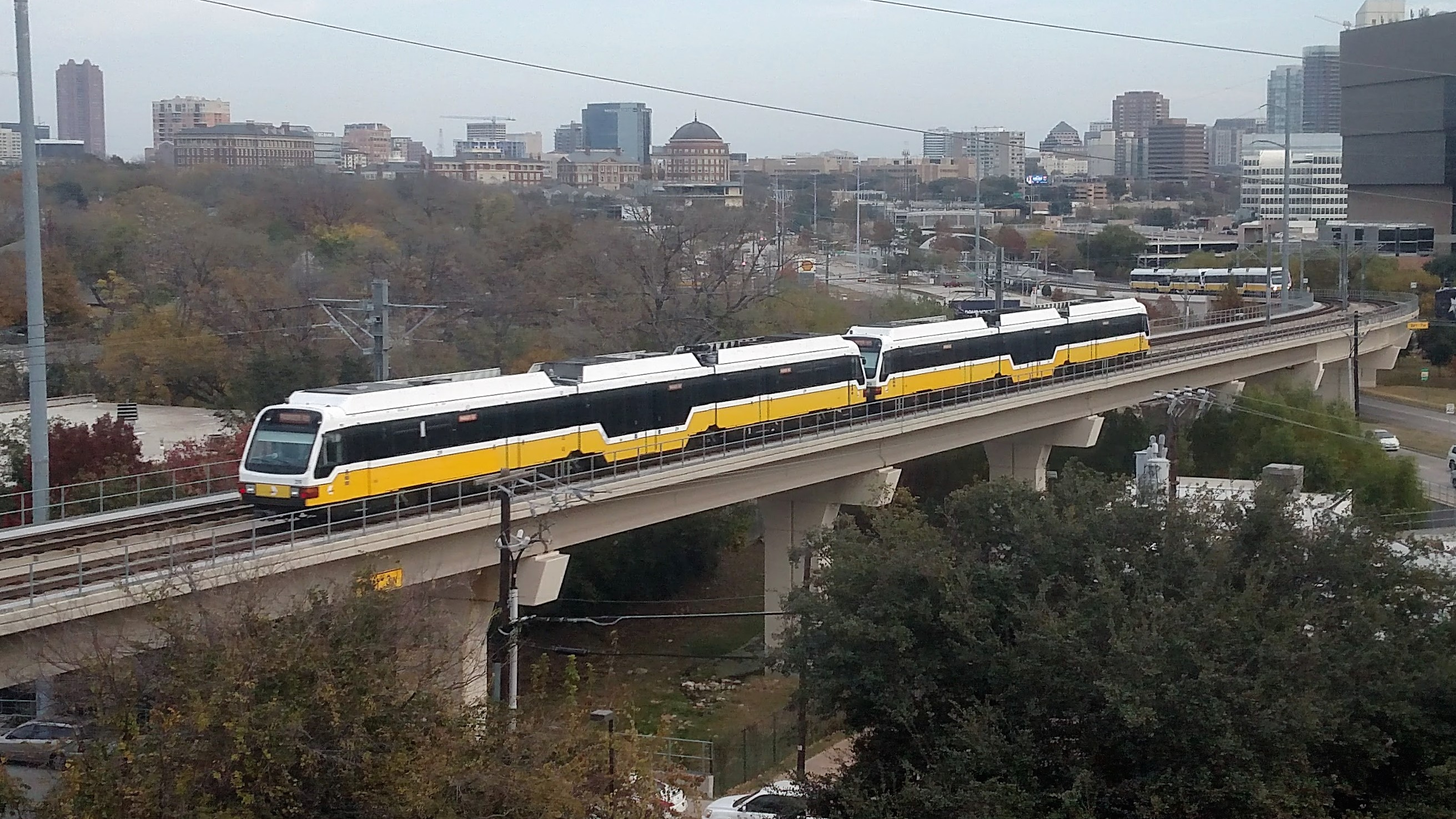
DARTライトレール（テキサス州ダラス）

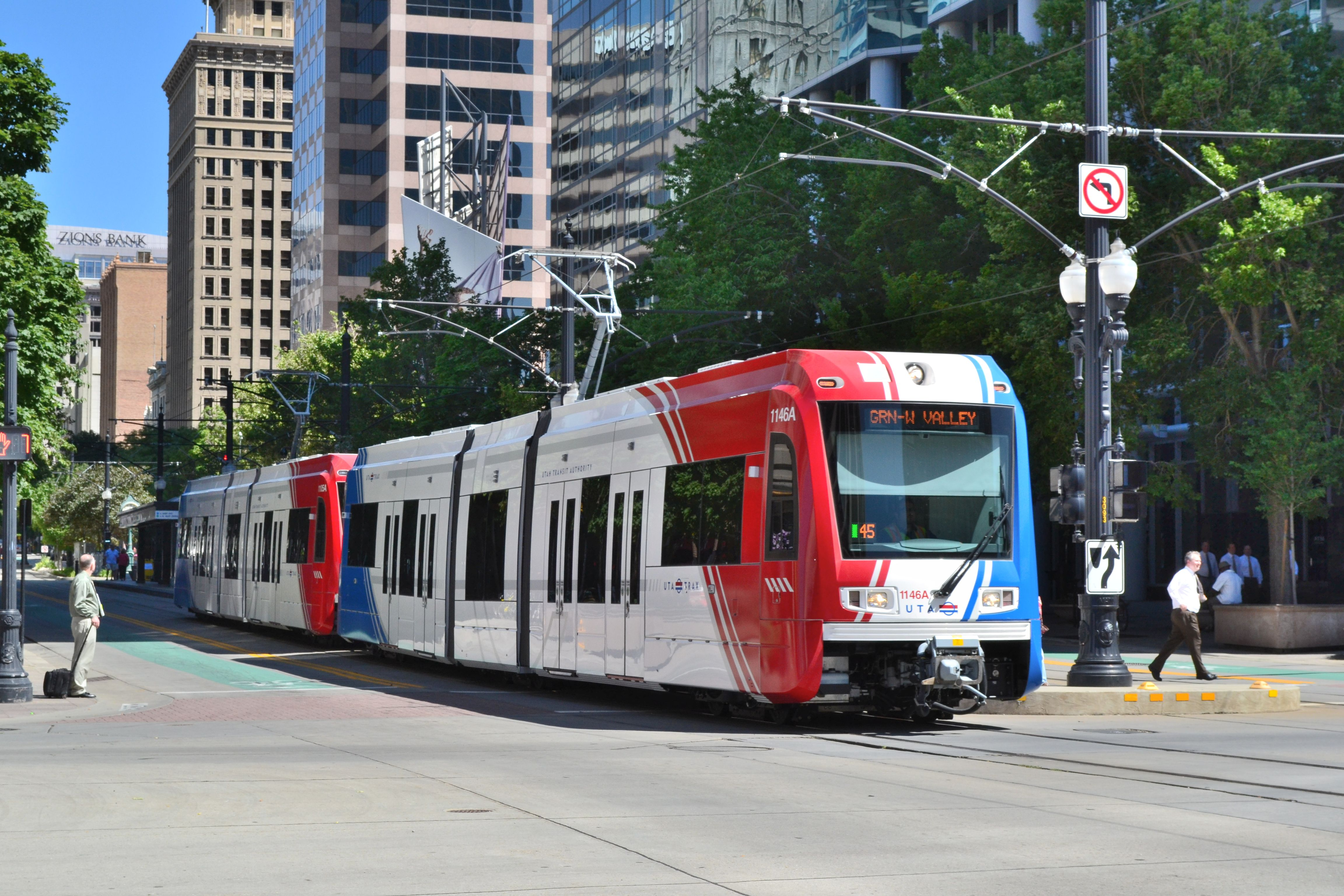
ユタ・トランジット・オーソリティーTRAX

ライトレール (Light rail) とは、北米の都市旅客鉄道の一種で、輸送力が従来の路面電車とラピッド・トランジット（本格的な地下鉄など）との中間となるものを指す。北米で公共交通機関の意である「トランジット」を付記し、ライトレールトランジット(Light rail transit, LRT) とも呼ばれる。和訳として「軽量軌道交通」がある。なお、本項では北米以外でのライトレールの特徴を持つ都市鉄道についても触れる。
また、ライトレールの車両 (vehicle) はライトレール車両 (Light rail vehicle, LRV) とも呼ばれる。
なお、ライトレールに相対する語としてはヘビーレールがあるが、一般的にはあまり使用されない。

## 概念
ライトレール (Light rail) という概念は、1972年ごろにアメリカ合衆国運輸省都市大量輸送管理局（UMTA、現・連邦公共交通局、FTA）によって制定された。これによれば、「大部分を専用軌道として部分的に道路上（併用軌道）を1両ないし数両編成の列車が電気運転によって走行する、誰でも容易に利用できる都市の交通システム」とされ、高コストな建設費を避け、輸送力は高架鉄道や地下鉄よりは小さく、路面電車・路線バスよりは大きく、専用軌道を基本とし併用軌道を最小限とすることで、概ね運行が道路交通に影響されない形態の都市旅客鉄道を意味する。
これは大量輸送力を持つ本格的な鉄道である都市高速鉄道（北米のラピッド・トランジットやメトロのこと）に対比させており、路面電車 (streetcar) からも利用の容易性などの一部の長所を取り入れ、新たな第三の都市鉄道となっている。概ね専用軌道比率が高く、また連節車を2、3編成程度連結して運行する形態が多い。
ただし北米以外では、必ずしも統一された定義があるわけではなく、「車体幅が2.65ｍ以下のやや小型な車体を使用し、中量輸送（最大輸送量が1時間当たり5000～15000人ぐらい）をする電気鉄道」がこう呼ばれることが多く、高架で自動運転されるロンドンのドックランズ・ライト・レイルウェイもLRTとされる。アメリカやカナダ、イギリスでは高床車両を用いた専用軌道の形態も多い。アジアでもフィリピンのマニラLRT-1線やマニラMRT-3線、香港の軽鉄でも同様に高床車両を用いている。
なお近年は低床車両の導入および都市計画との密接な連携をセットにして導入される事例も見られる。日本では低床車両の路面電車（併用軌道）を指してLRTと呼称することも多い。
イギリスでライトレールなどの情報をまとめている第三者団体、ライトレール交通協会 (LRTA)は、専用軌道比率の高い日本の江ノ島電鉄、広島電鉄宮島線、筑豊電気鉄道、京福電気鉄道（嵐電）、東急世田谷線、阪堺電気軌道の6路線をライトレールに相当する鉄道として分類している。これに対して富山地方鉄道の富山港線は「トラムトレイン」、上記を除く従来の路面電車および宇都宮ライトレールは「トラム」、また地方鉄道路線の多くは「Electric light railways（電気軽便鉄道）」に分類している。一方、国土交通省の資料では、軌道法に基づく路面電車事業者のうち、富山ライトレール（現・富山地方鉄道富山港線）および宇都宮ライトレールをLRT導入事業者としている。

## 歴史

### 西ドイツ（当時）
現在の北米のライトレールの性格・特徴を持つ都市鉄道の起源は、西ドイツの一部の都市で1960年代後半に生まれたシュタットバーン（Stadtbahn）である。
西ドイツの都市の路面鉄道（シュトラーセンバーン）は、第二次世界大戦後は車の普及に伴い都市内の路線廃止が進んだが、一方では連節電車の大量投入や、信用乗車方式の導入、郊外路線の増強などを行っていた。これを都市鉄道へ向けて、漸進的にメトロ（地下鉄）へ近づく形の高規格化改良に取り組んだ。すなわち、都心部の路線の一部の地下化、路線の専用軌道化・標準軌化及び信号装置改良などによる定時性の確保と高速化及び大輸送力化、車輛の高性能化（高出力化・高床化など）を行った。高床車両に対応させるためにプラットフォームを高くする改良も行われた。このような漸進策がとられたのは、西ドイツ各都市の人口が100万人以下であったこと、本格的な地下鉄の新設は投資に見合う条件が限られていたことが挙げられる。

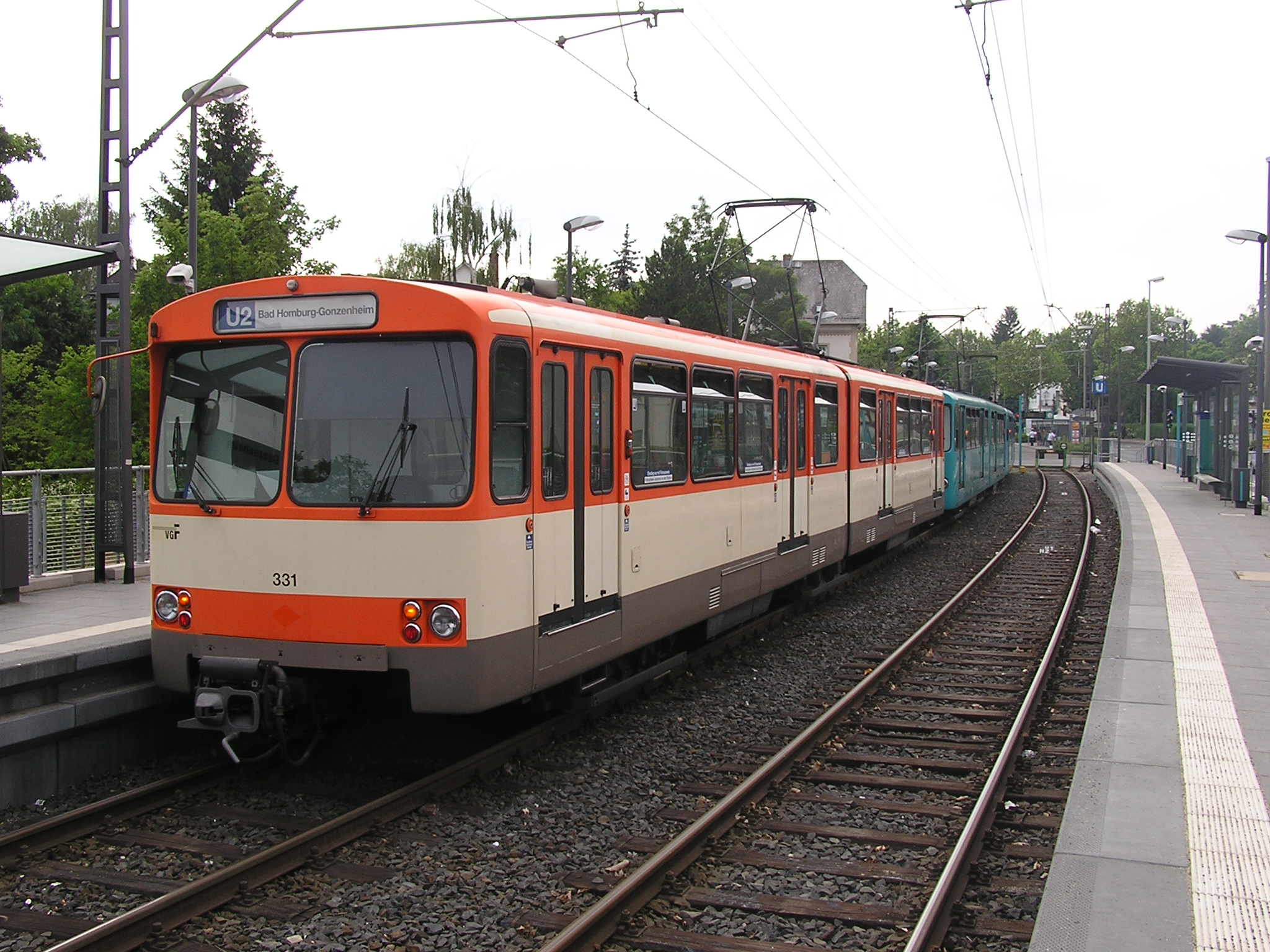
フランクフルト地下鉄（ドイツ・フランクフルト）
シーメンス/デュワグU2形電車

このようなシュタットバーン路線は、フランクフルト・アム・マインで1968年に開業したのが始まりである。これは郊外では路面鉄道を改良したセンターリザベーション軌道または普通鉄道だが、都心部では地下線となっている。車両はシーメンス/デュワグU2形を用いた。このシュタットバーンは、以降ケルンのシュタットバーン、ボンのシュタットバーン、エッセン、デュッセルドルフ、シュトゥットガルトなど、各地で開業した。

### 北米

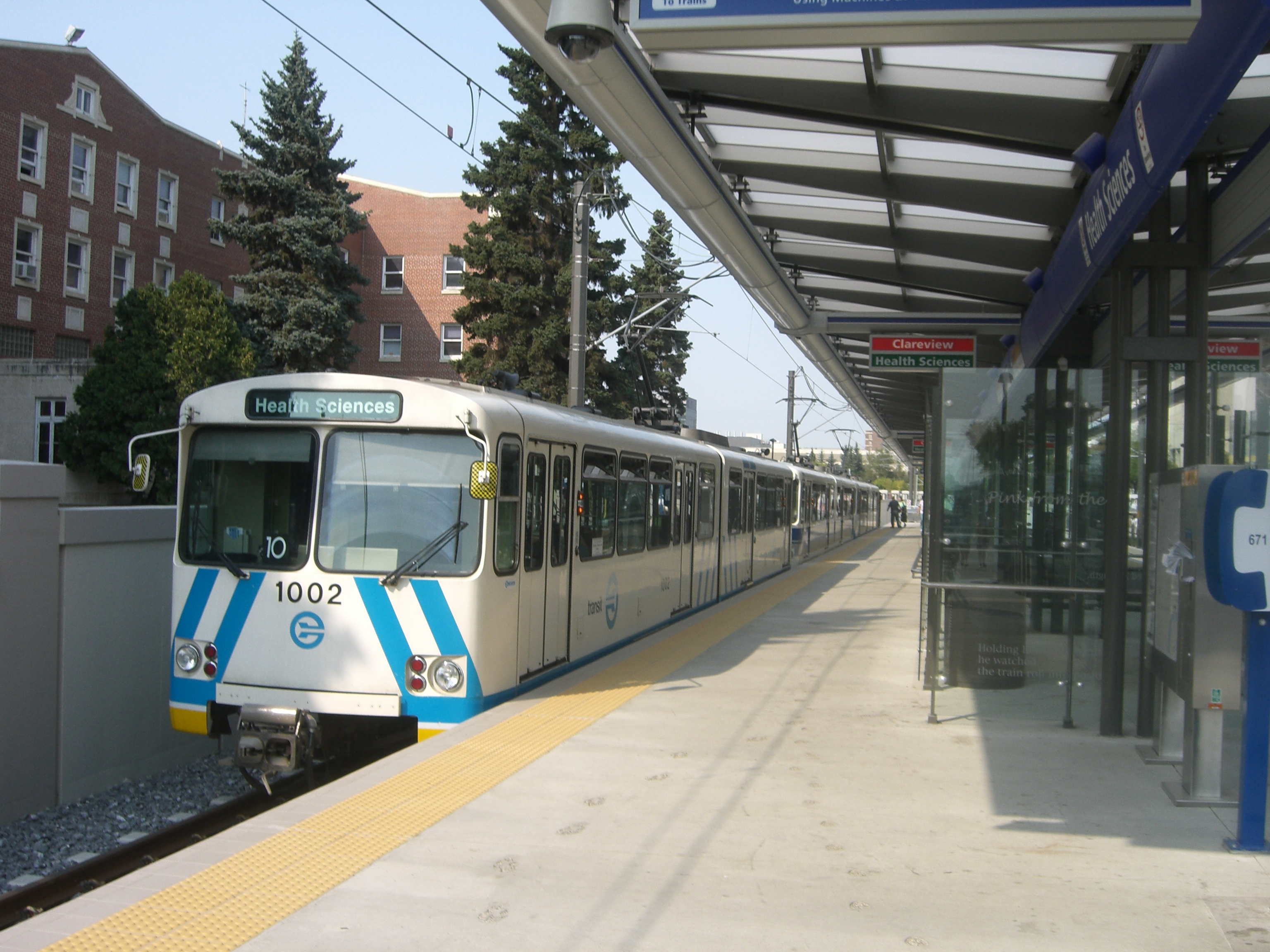
北米初のライトレールであるカナダのエドモントンLRT

アメリカでは、1970年代初頭は車社会化が都市でも過度に進んでいた。既に、路面電車や都市間電鉄（インターアーバン）は全盛期（1920年代初頭）の4割が廃止され、残存していた6割も次第に時代に合わなくなっていた。しかし経済格差のあるアメリカでは、低所得者層の交通手段確保が社会政策上必要であり、新たな都市鉄道を模索し西ドイツのシュタットバーンを学び作られたのがライトレールである。その際にドイツ語の直訳の「都市」鉄道ではなく「軽量」鉄道（ライトレール）という新たな言葉が作られた。また路面電車（streetcar）とは異なり、鉄道であることを意味する。
北米のライトレールは、1978年にカナダ・アルバータ州のエドモントンで開業したのがはじまりで（エドモントンLRT）、続いて同じくカルガリー（1981年開業: Cトレイン、そしてアメリカ・カリフォルニア州のサンディエゴ市（1981年開業: サンディエゴ・トロリー）で開業した。これらは、上述のシーメンス/デュワグU2形の車両を用いた。サンディエゴ市では、低いプラットホームからこの高床車両へ乗降するために、乗降口にステップを設ける改良を施した。
北米のライトレールがドイツのシュタットバーンと多少異なる点は、多くが全線新規開業の路線であり（廃線跡地の再利用も含む）、都心部路線は併用軌道が多く、地下線は少ない。また路面電車と同様の低いプラットホームを用いる都市が少なくない。また都市政策的な側面から都心部は無料となっているものが見られる。例えばワシントン州タコマのライトレール（タコマリンク、現：サウンド・トランジット オレンジライン）は、2.6kmの全線が無料で利用できる。同路線の運営はすべて市民からの税収（売上税）で賄われている。ポートランドのTriMetMetropolitan Area Express（MAX）も中心部路線は2012年8月31日まで無料で利用できた。
マサチューセッツ湾交通局（MBTA、ボストン）のグリーンラインやサンフランシスコ市営鉄道の MUNI Metro では、1980年前後よりボーイング・バートル社製造のライトレール車両「アメリカ標準型路面電車」(US Standard Light Rail Vehicle, USSLRV) を導入し既存の路面電車路線（都心部は地下走行）に対する高規格化を図った。なおこのライトレール車両は車両設計製作陣の経験が乏しい等が原因で、実運用成績はそれほど優れていなかった。
近年は、北米のライトレールには70%低床車両の導入も進みつつある。ポートランドのMAXでは1997年よりシーメンス製の SD660 を導入している。また大手車両メーカーによるブランド化された高速型低床車輛の導入も進みつつある。例えば、欧州等のトラムトレインとも共通するが、シーメンス製S70（アヴァント）、ボンバルディア製フレキシティ・スウィフト、アルストム製 Citadis Dualis 等がある。なお近畿車輛や日本車輌などの日本の鉄道車両製造メーカーも北米向けの低床型等のライトレール車両の製造に携わっている。近畿車輛は70%低床車両で大きな北米市場シェアを占めている。

### アフリカ
アフリカでは初の正式開通のライトレールが、2015年9月20日にエチオピアの首都アディスアベバで開通した。高架専用軌道を走る鉄道で、中国企業の中鉄股份有限公司が受注し、2012年1月に着工していたもの。運用はEthiopian Railway Corporationと深圳地鉄運用公司。

## 各国の事例

### 北米
- アメリカ合衆国
  - サンフランシスコ：サンフランシスコ市営鉄道 (MUNI) の運営するライトレールが、都心部は地下を、それ以外は路上を走行する。BART との路線共有(MUNI地下1階、BART地下2階)、運賃割引など、乗り換えも容易化されている。それまでの形態からライトレールの形態の移行による開業が1980年に始まった。
  - ロサンゼルス：かつてのパシフィック電鉄の廃線跡を再利用して、ロサンゼルス郡都市圏交通局の運営するライトレールが1990年に開業した（ブルーライン）。その後、ゴールドライン、グリーンライン、エキスポラインが開業した。どの LRT 路線も駅は高床プラットフォームである。
  - サンノゼ：サンタクララバレー交通局 (VTA) の運営するライトレール（通称は同じく VTA）がある。1987年に開業。2002年から低床車両を導入した（2003年に全線に導入）。市内を中心に、マウンテンビュー、サニーベール、サンタクララ、ミルピタスへと向かう。マウンテンビュー駅やタミエン駅ではカルトレインとの接続、メトロ／エアポート駅ではサンノゼ空港へ、そのほか、西海岸最大のテーマパーク、グレートアメリカや、通勤に便利なアルタモント通勤急行 (ACE) へ行けるなど、用途は幅広い。
  - ミネアポリス：メトロ交通局 (Metro Transit) の運営するライトレール「ハイアワサ線 (Hiawatha Line（英語版）)」が市街中心地から郊外のブルーミントンまで運行する。モール・オブ・アメリカ、ミネアポリス・セントポール国際空港などに乗り入れている。
  - ピッツバーグ：ピッツバーグ・ライトレールがアレゲニー港湾局によって運営されている。
  - シャーロット：リンクス・ブルーラインがシャーロット地域交通システム（英語版）によって運営されている。2005年に開業。
- カナダ
  - エドモントン：エドモントン交通局の運営するエドモントンLRT。1978年に開業。
  - カルガリー：カルガリー交通局の運営する Cトレイン。1981年に開業。
  - オタワ：OCトランスポの運営する O-トレイン。2001年に開業。
  - トロント：トロント交通局の運営するエグリントン・クロスタウンLRTが2020年に開業予定。また同交通局の運営する路面電車トロント市電のうち、510系統（英語版）、509系統（英語版）などは事実上、LRT業態となっている。
  - ウォータールー地域：グランド・リバー交通局の運営する ION。2019年に開業。

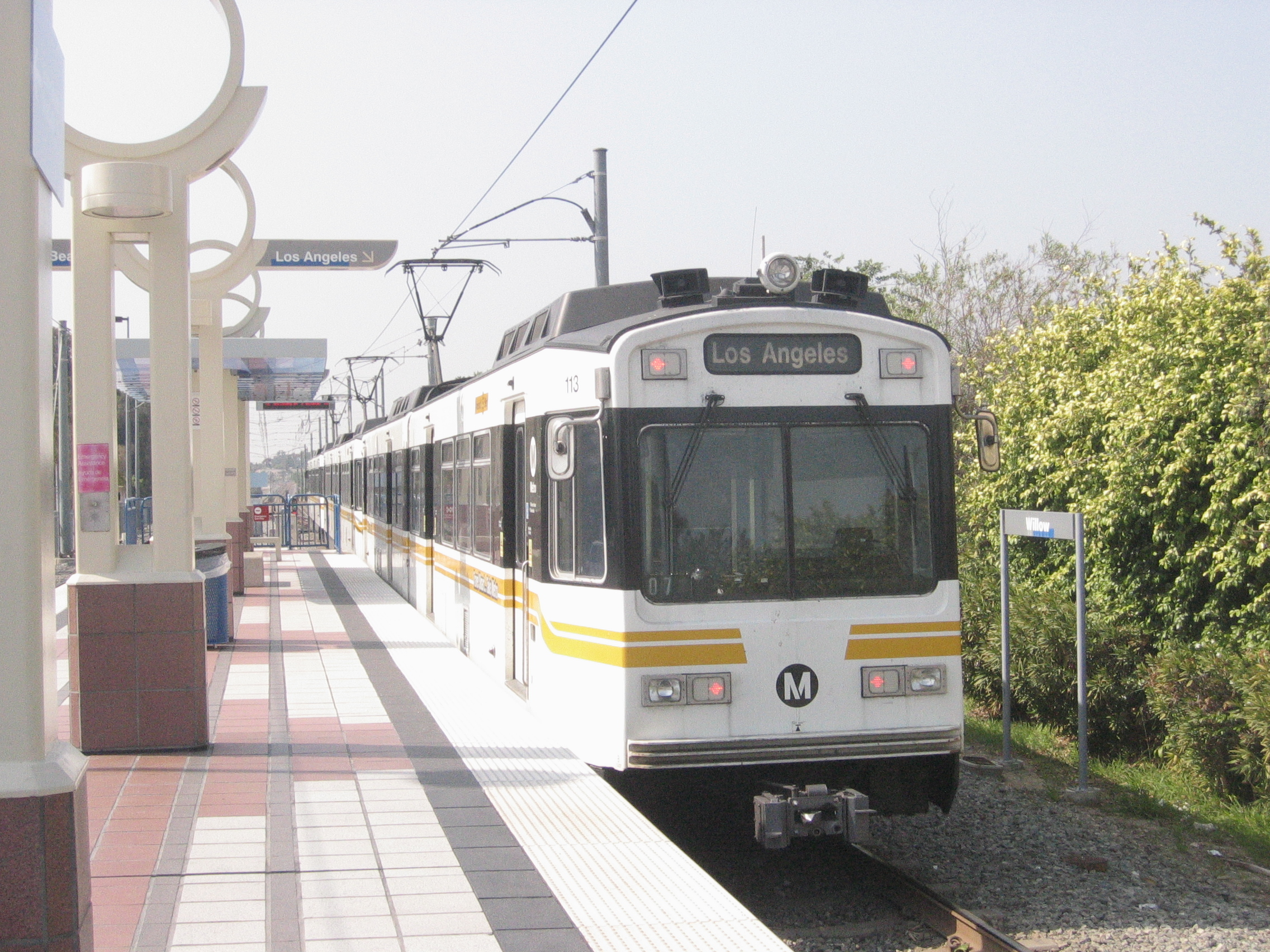
ロサンゼルス郡都市圏交通局ブルーライン（カリフォルニア州ロサンゼルス）
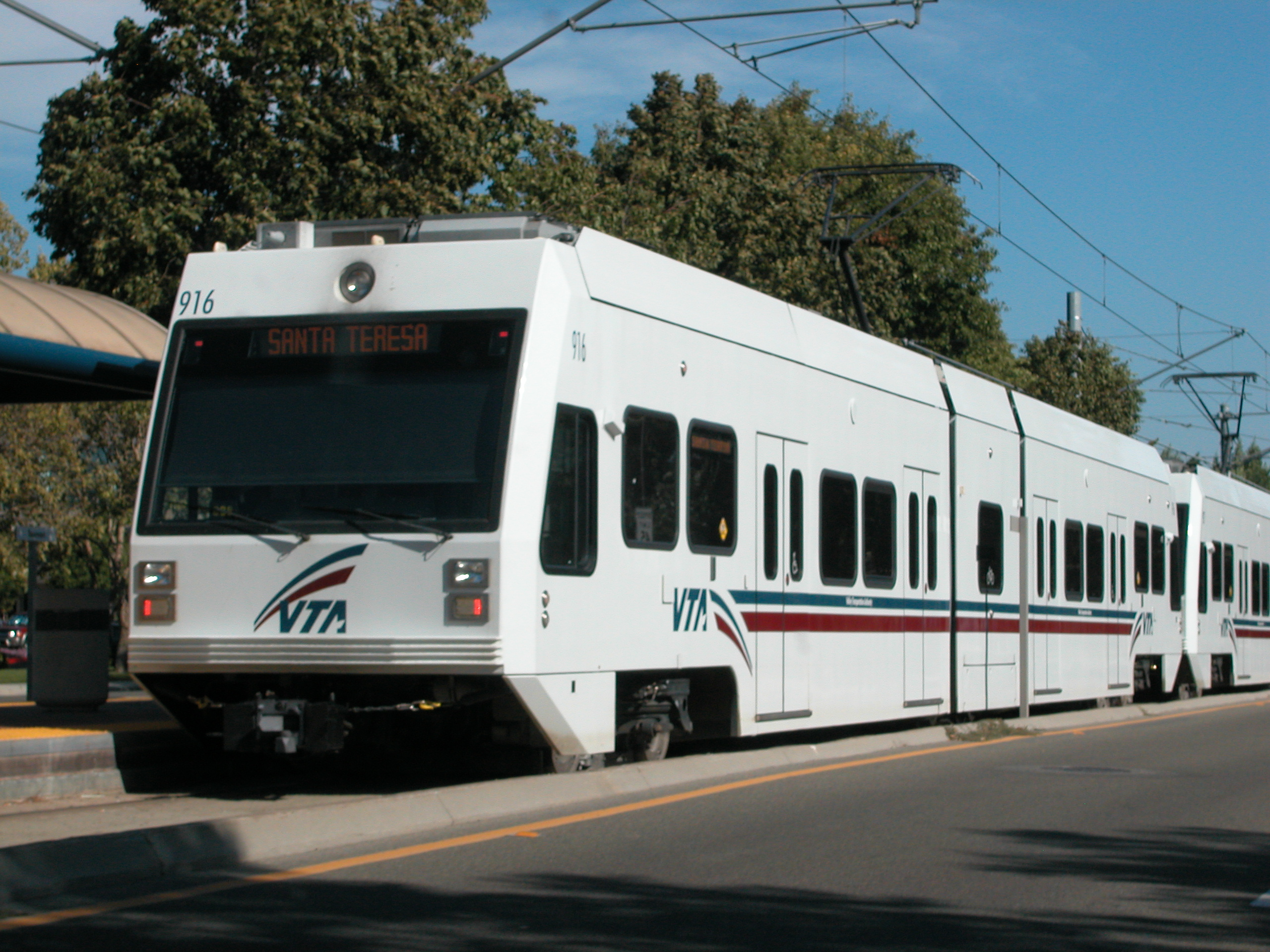
サンタクララバレー交通局マウンテンビュー - ウィンチェスター線（カリフォルニア州サンノゼ）
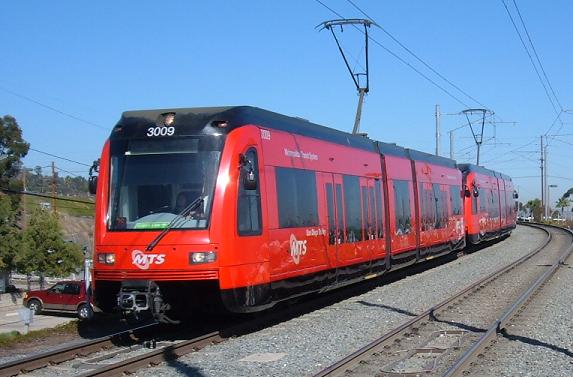
サンディエゴ・トロリーグリーンライン（カリフォルニア州サンディエゴ）
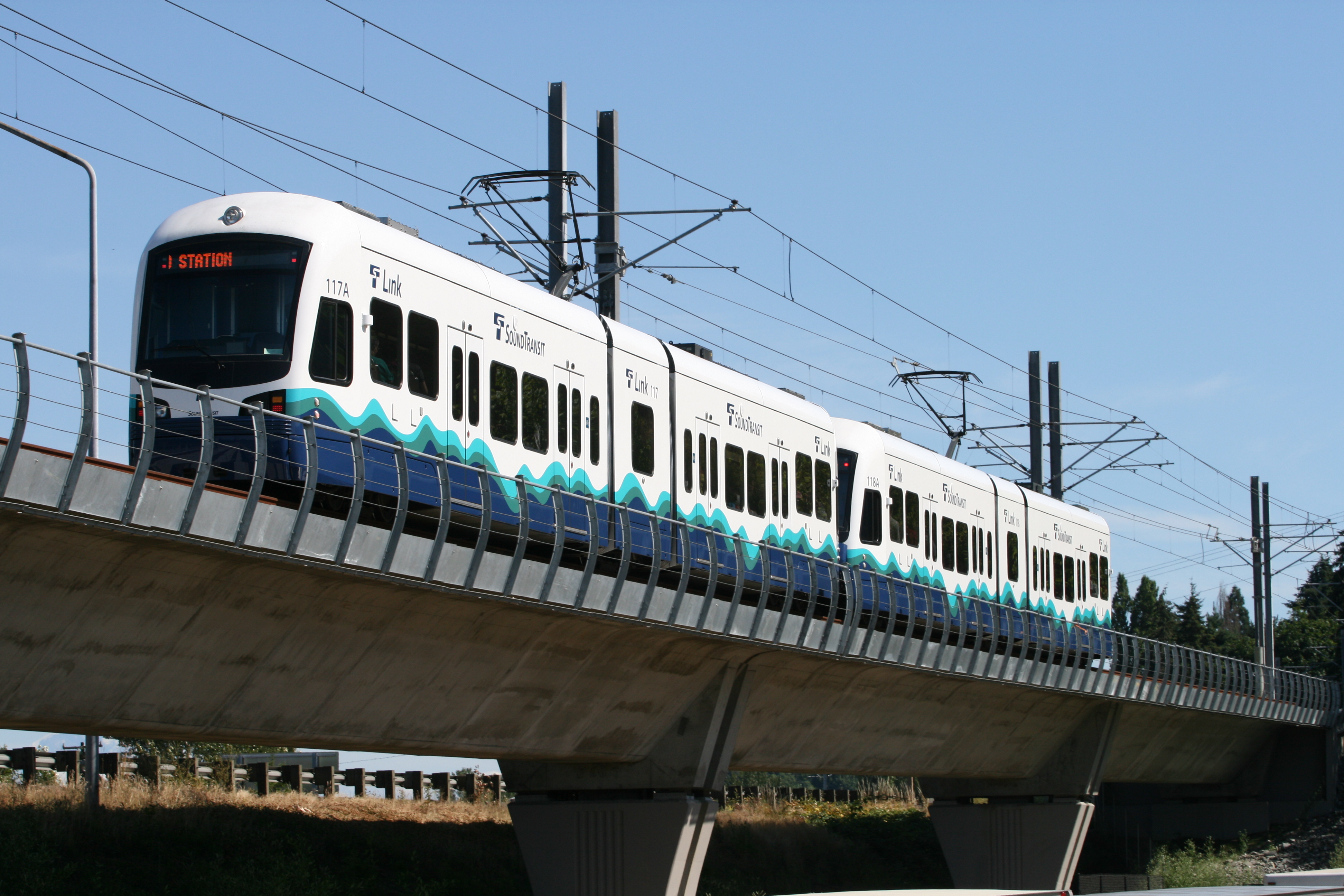
サウンド・トランジット（英語版）1号線（英語版）（ワシントン州シアトル）
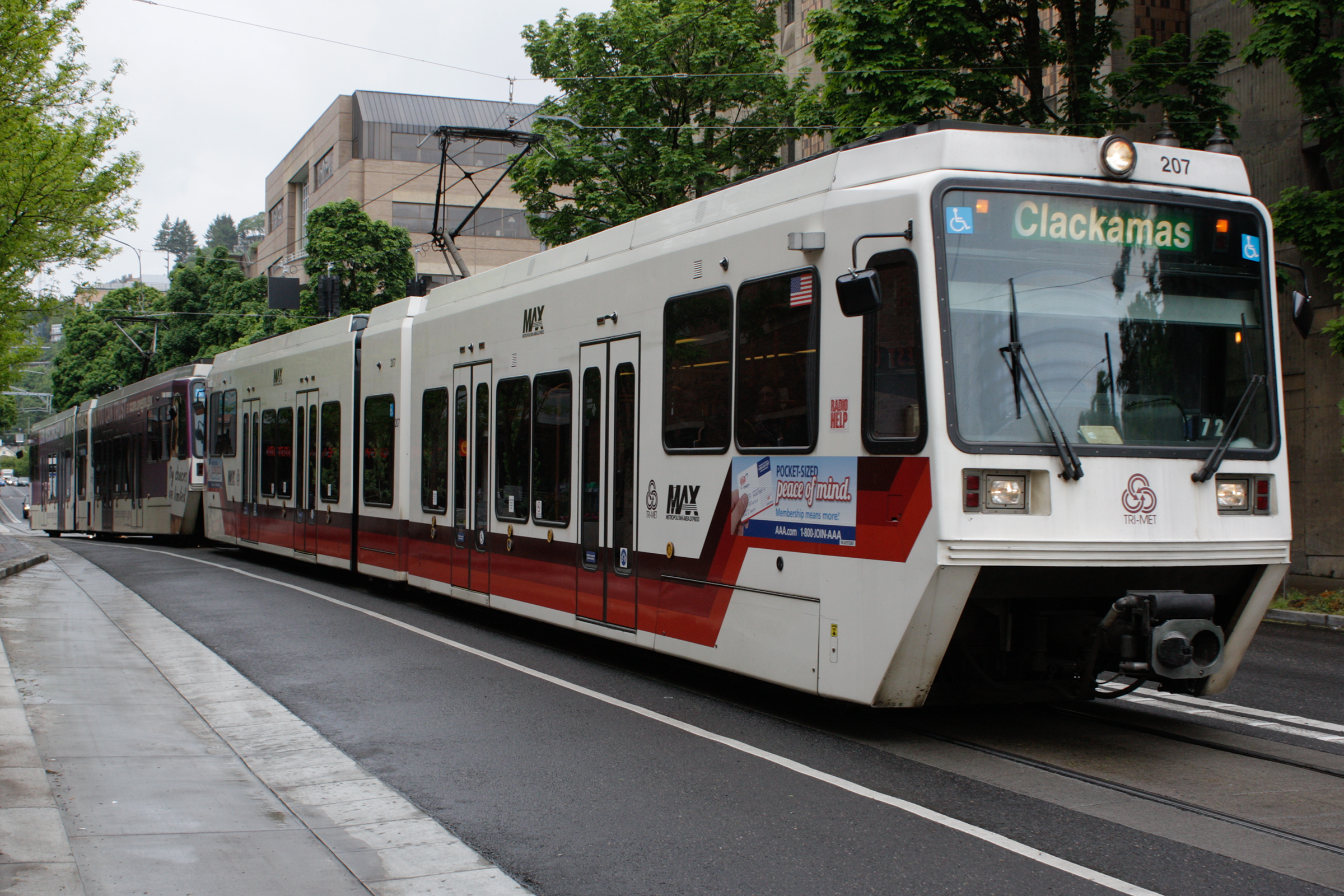
TriMet（英語版）MAXグリーンライン（英語版）（オレゴン州ポートランド）
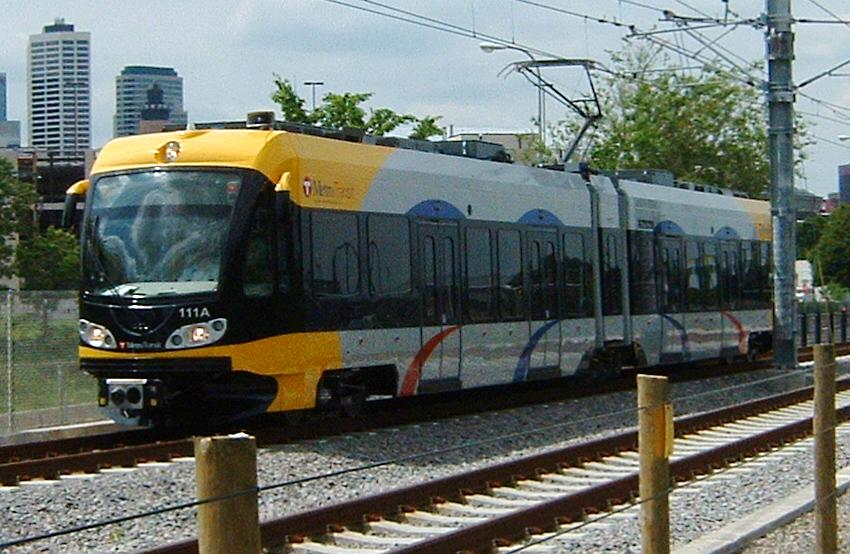
メトロ（英語版）ハイアワサ線（英語版）（ミネソタ州ミネアポリス郊外）

### ヨーロッパ
- ドイツ
  - フランクフルト地下鉄（シュタットバーン）
  - ハノーファー・シュタットバーン
  - ビーレフェルト
  - ライン・ジーク地区（ケルン・シュタットバーン、ボン・シュタットバーン）
  - シュトゥットガルト
  - ライン・ルール地区（デュッセルドルフ・シュタットバーン、エッセン・シュタットバーン（ドイツ語版）、ボーフム・シュタットバーン、ドルトムント・シュタットバーン）
  - ライン・ネッカー地区（マンハイム/ルートヴィヒスハーフェン・シュタットバーン（ドイツ語版））
    - 特に、ライン・ルール地区では各都市のシュタットバーンおよび路面電車が連結し、広範囲な路線網を形成している。
    - また、ヘビーレールと路面電車を直通するトラムトレインもシュタットバーンの一種とされる。カールスルーエ・シュタットバーン、ハイルブロン・シュタットバーン（ドイツ語版）（ハイルブロン）、ザールバーン（ザールブリュッケン）、レギオトラム（カッセル）、ケムニッツ・モデルがその例である。
- オランダ
  - ユトレヒト： Sneltram
  - アムステルダム： Sneltram
- ベルギー
  - アントウェルペン：アントウェルペン・プレメトロ（英語版）
  - ブリュッセル：ブリュッセル・プレメトロ
  - シャルルロア：シャルルロア・プレメトロ（英語版）
- イギリス
  - ニューカッスル・アポン・タイン：タイン・アンド・ウィア・メトロ。1980年開業。
  - マンチェスター：メトロリンク。1992年開業。
  - バーミンガム：ウェスト・ミッドランズ・メトロ。1999年開業、2018年改称。
  - ロンドン（ドックランズ地区）：ドックランズ・ライト・レイルウェイ (DLR) [注 11]。1987年開業。
  - シェフィールド：シェフィールド・スーパートラム：総延長29㎞。1994年の開業当初は利用者が200万人に留まっていたが2000年代以降は1,000万人をキープしている。
- ポルトガル
  - ポルト：ViaPORTO が運営するポルトメトロ。2002年に開業し、車両はユーロトラムを使用。
- ギリシャ
  - アテネ：都市鉄道交通（ΣΤΑΣΥ Α.Ε.、STASY）が運営するアテネ・トラム。2004年に開業し、車両はアンサルドブレーダ・シリオを使用。

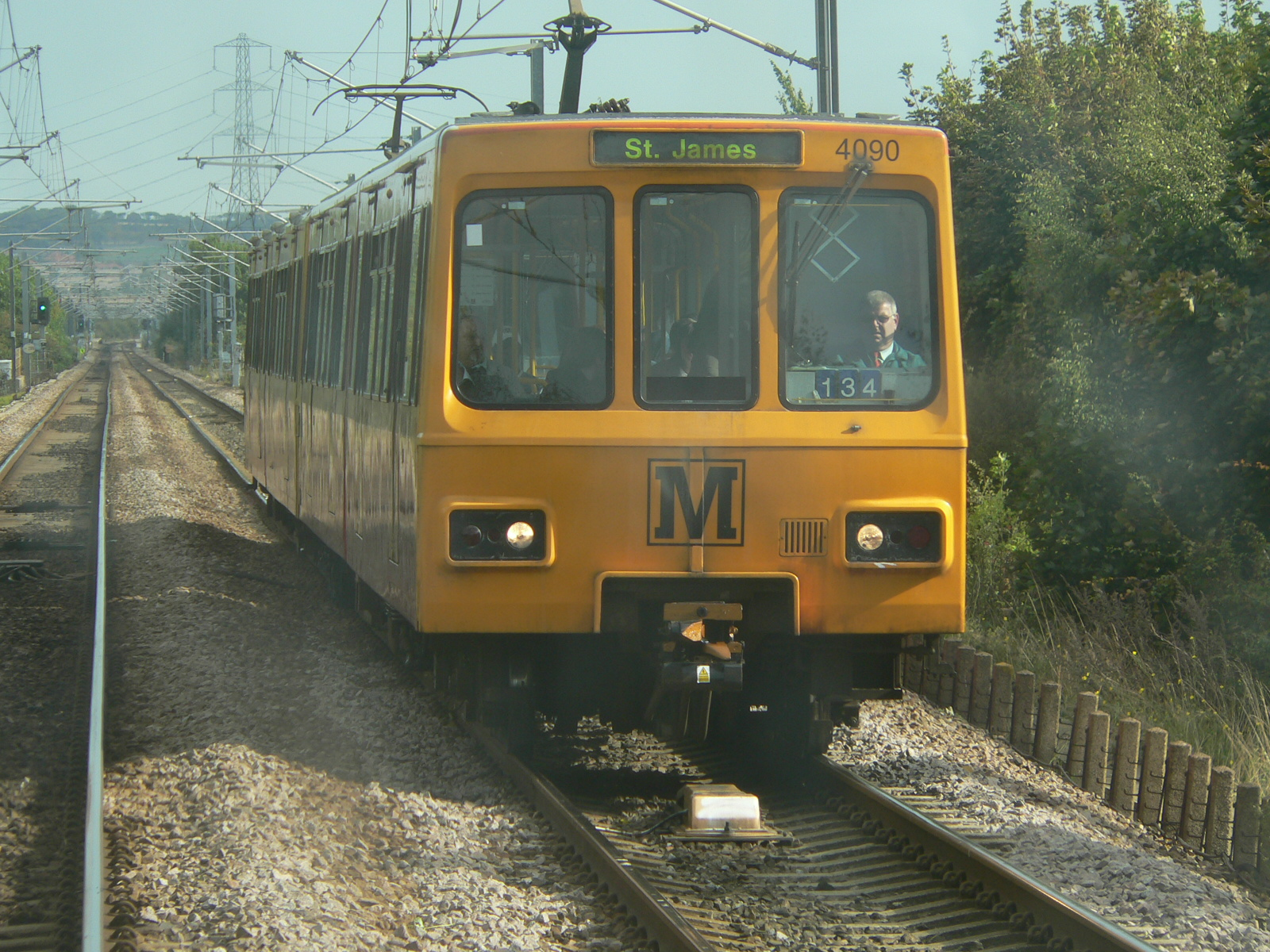
タイン・アンド・ウィア・メトロ（イギリス・ニューカッスル・アポン・タイン）
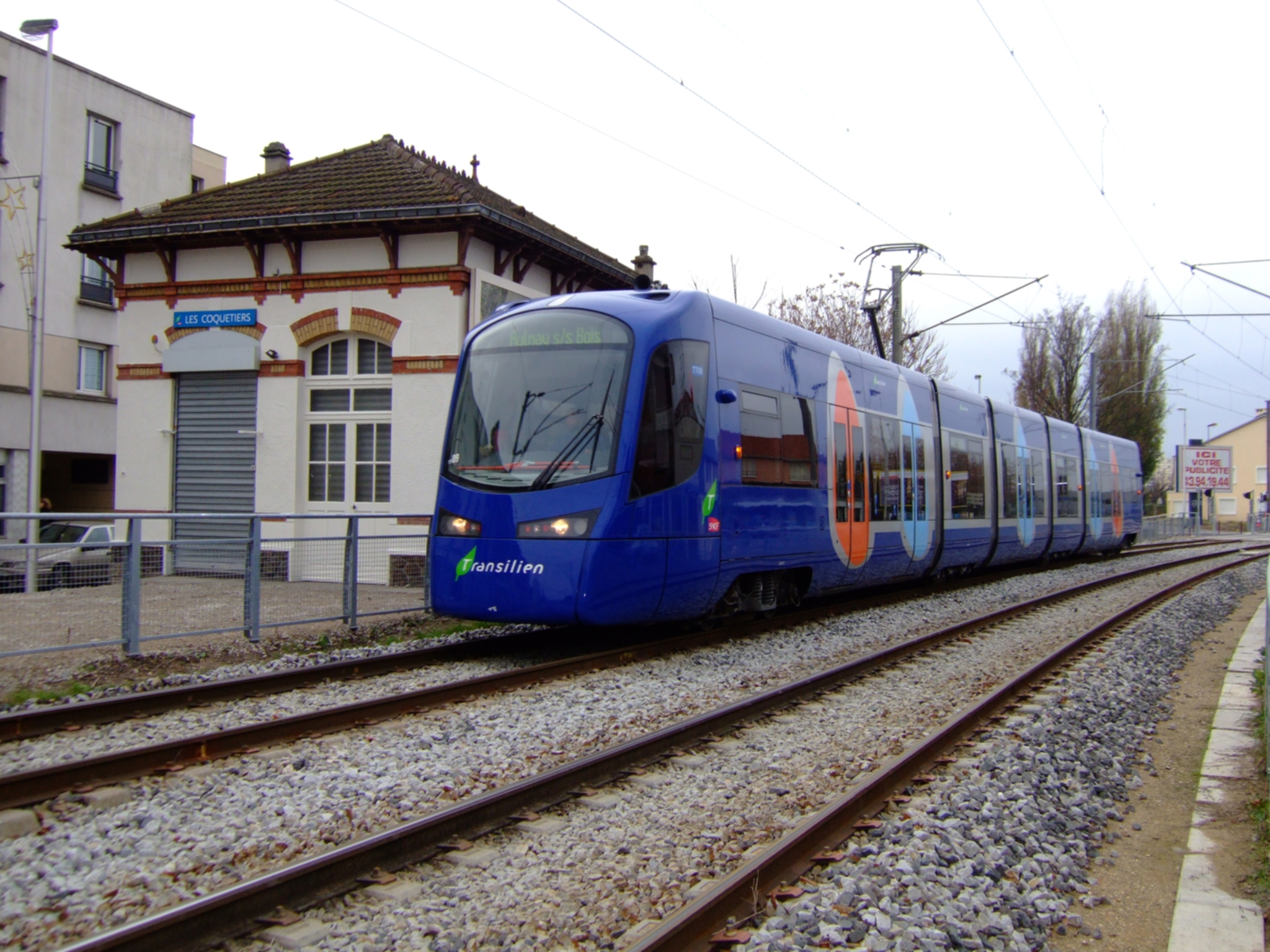
イルドフランストラム4号線（トラムトレイン）（フランス・イル＝ド＝フランス地域圏）
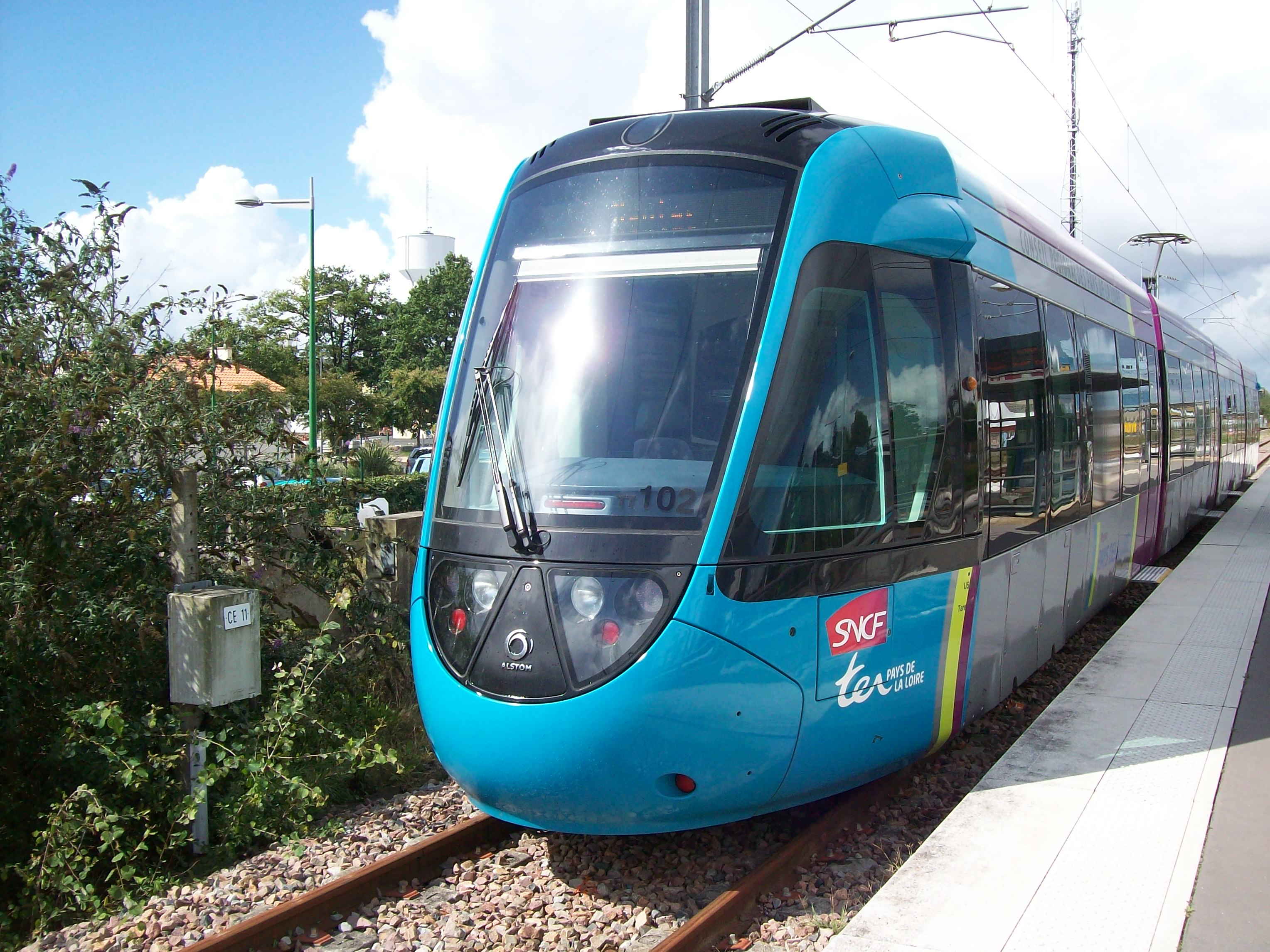
ナント・トラムトレイン（フランス語版）（フランス・ナント）
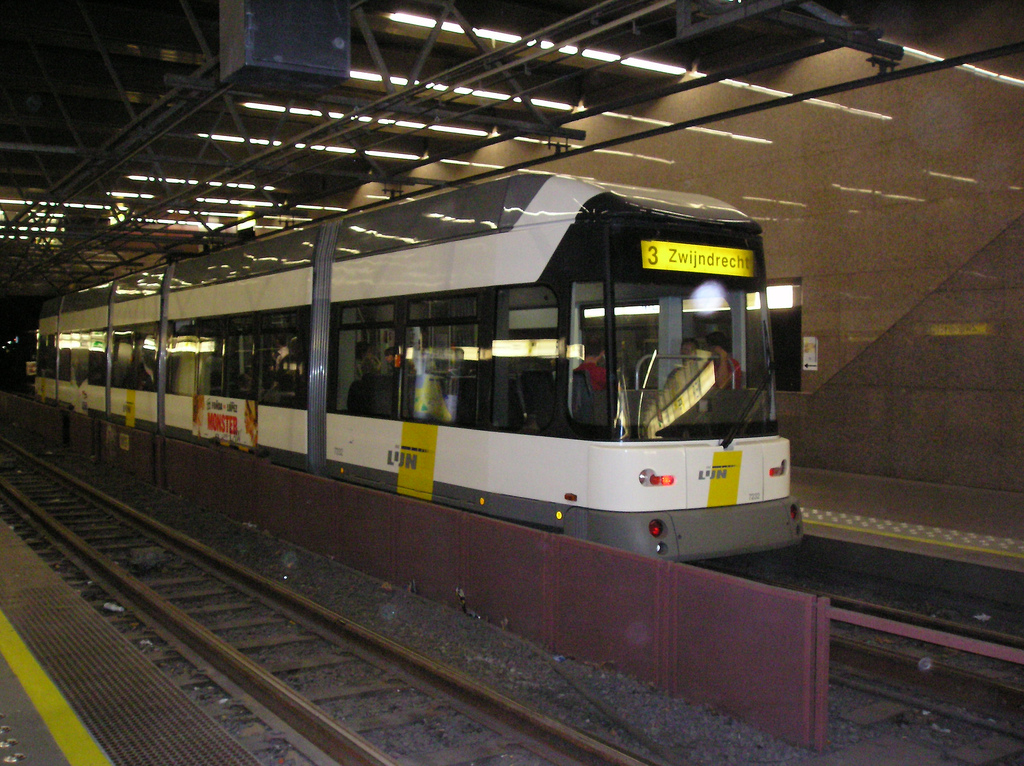
アントウェルペン・プレメトロ（英語版）（ベルギー・アントウェルペン）
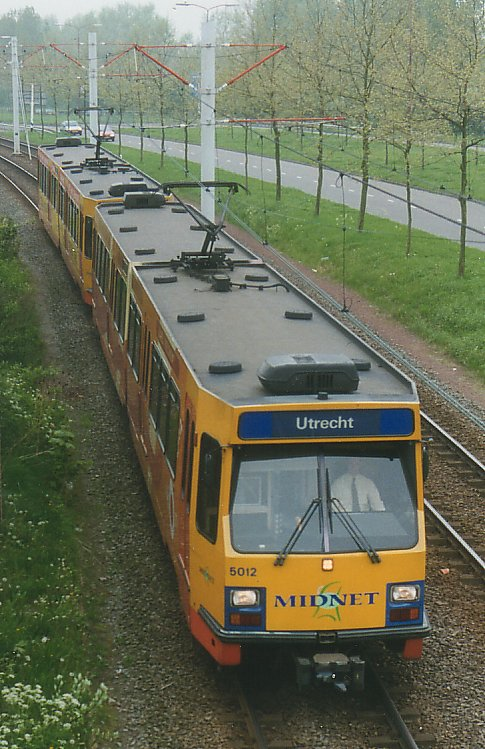
ユトレヒト快速トラム（オランダ・ユトレヒト）
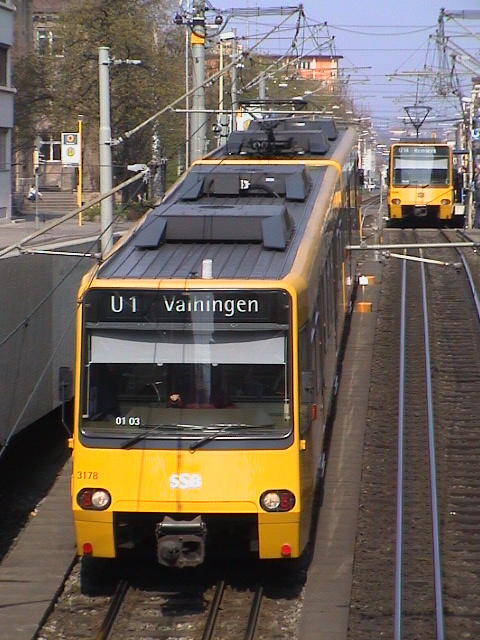
シュトゥットガルト・シュタットバーン（ドイツ・シュトゥットガルト）

### アジア
- フィリピン
  - マニラ
    - Light Rail Manila Corporation（LRMC） が運営するマニラ・ライトレール1号線。1984年に開業。
    - Metro Rail Transit Corporation（MRTC）が運営するマニラ・メトロレール3号線。1999年に開業。
- 韓国
  - 釜山交通公社が運営する釜山交通公社4号線。2011年に開業。
  - その他韓国各地の軽電鉄（경전철（朝鮮語版））。

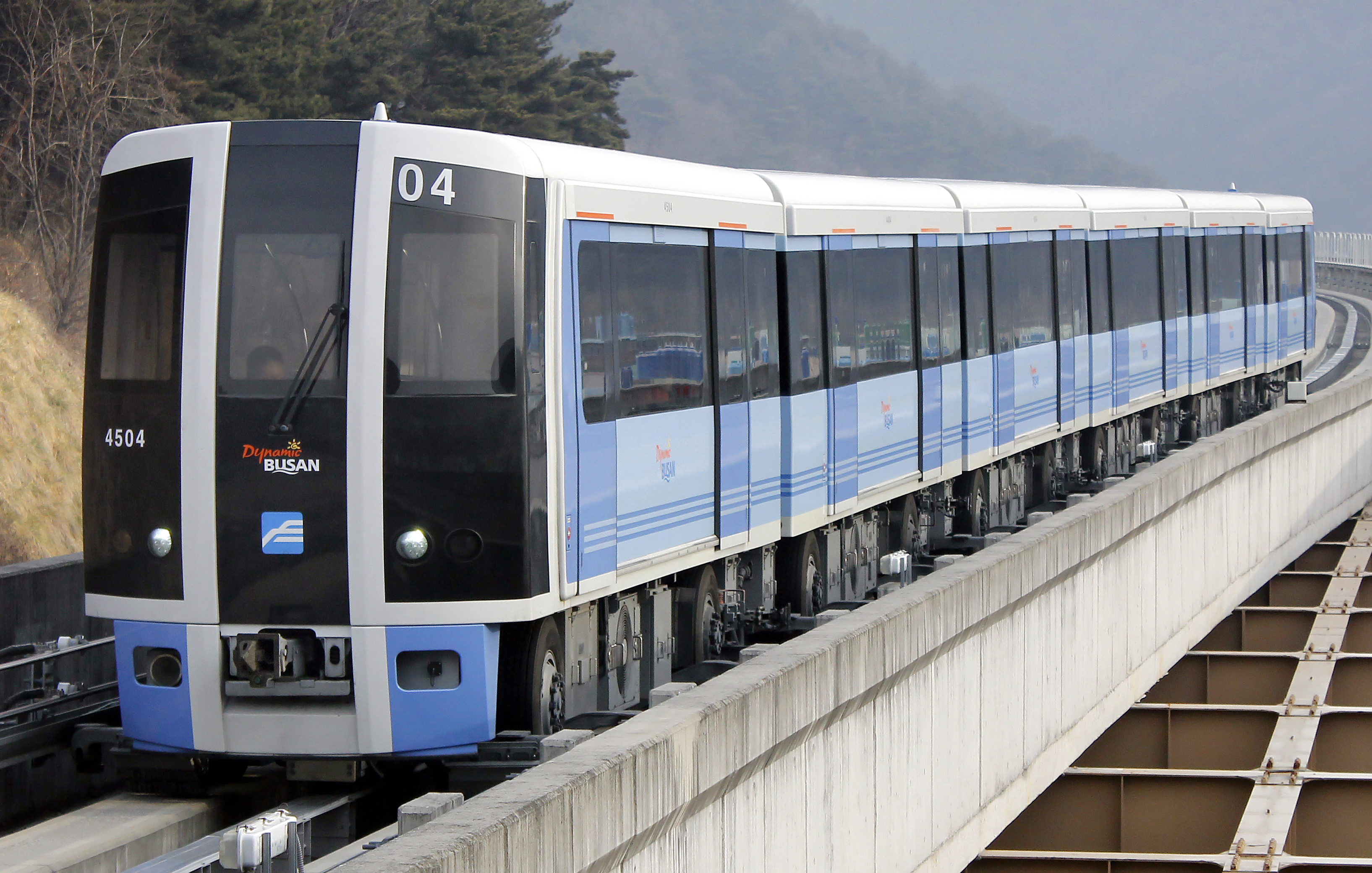
釜山交通公社4号線

- 中国
  - 中国各地の軽軌（轻轨（中国語版））。

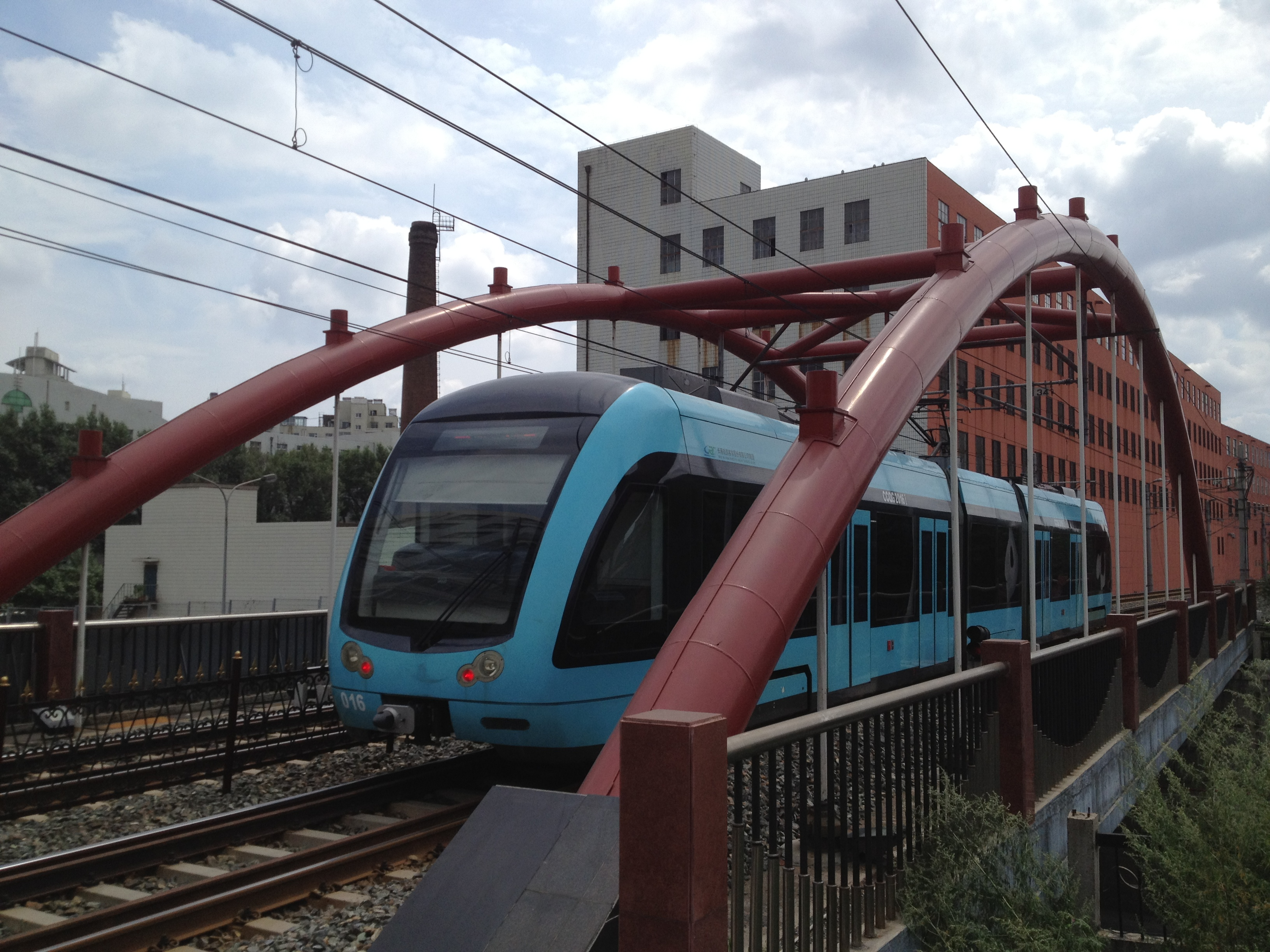
長春軌道交通3号線

- 香港
  - 香港MTR（港鉄）が運営する「軽鉄」。1988年に開業。

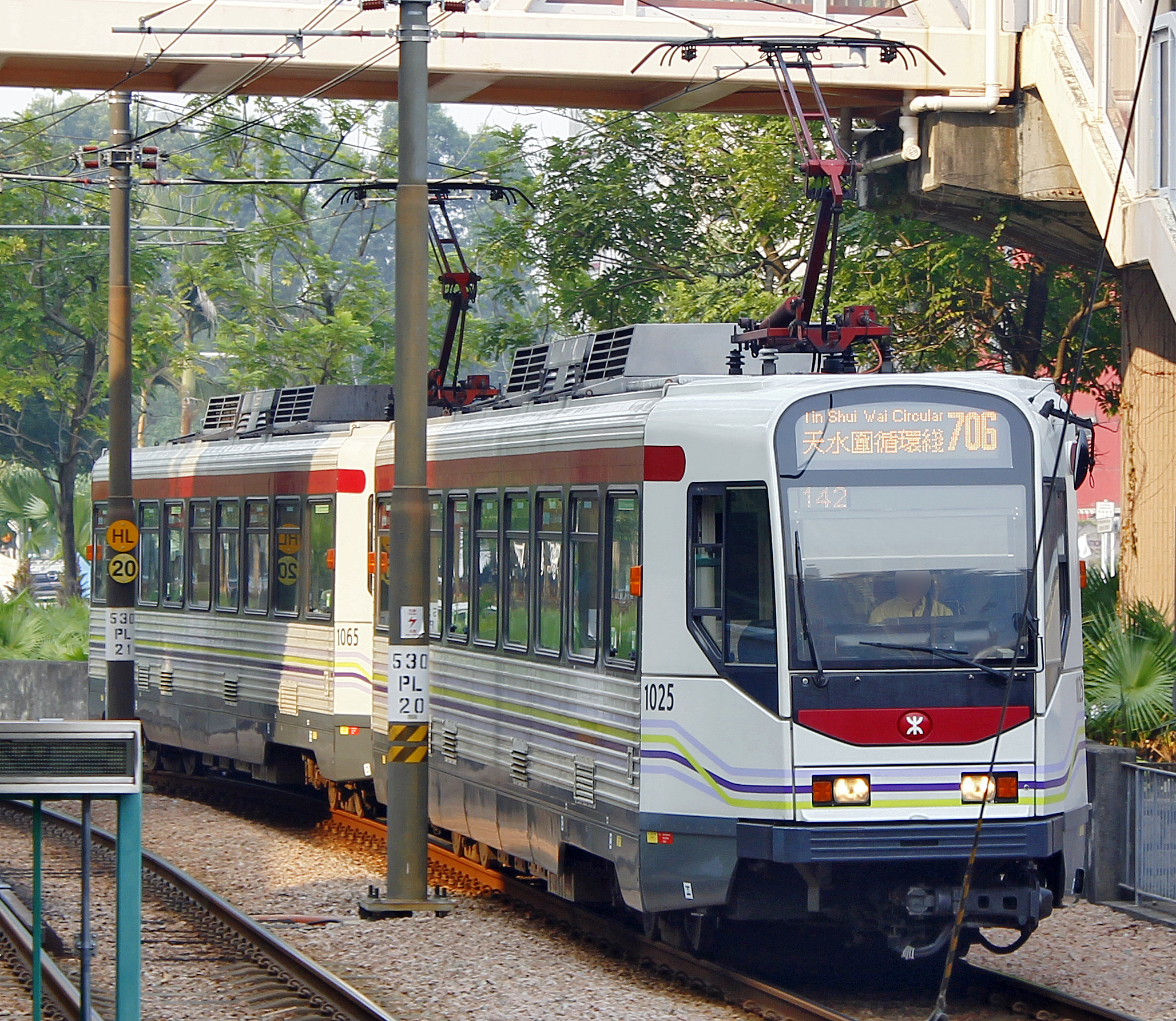
香港西北部を走る軽鉄

- 台湾：（輕軌運輸系統（中国語版））
  - 輕軌（軽軌）が高雄市と新北市で一部が開通したほか、台北市でも計画中である。また、ライトメトロの形態を持つLRRT（Light Rail Rapid Transit/輕軌捷運系統（中国語版））も推進されている。
  - 新北捷運が運営する淡海軽軌緑山線が2018年12月に、安坑軽軌が2023年2月に開業、藍海線は建設中。
  - 高雄捷運が運営する環状軽軌。2015年10月に開業。

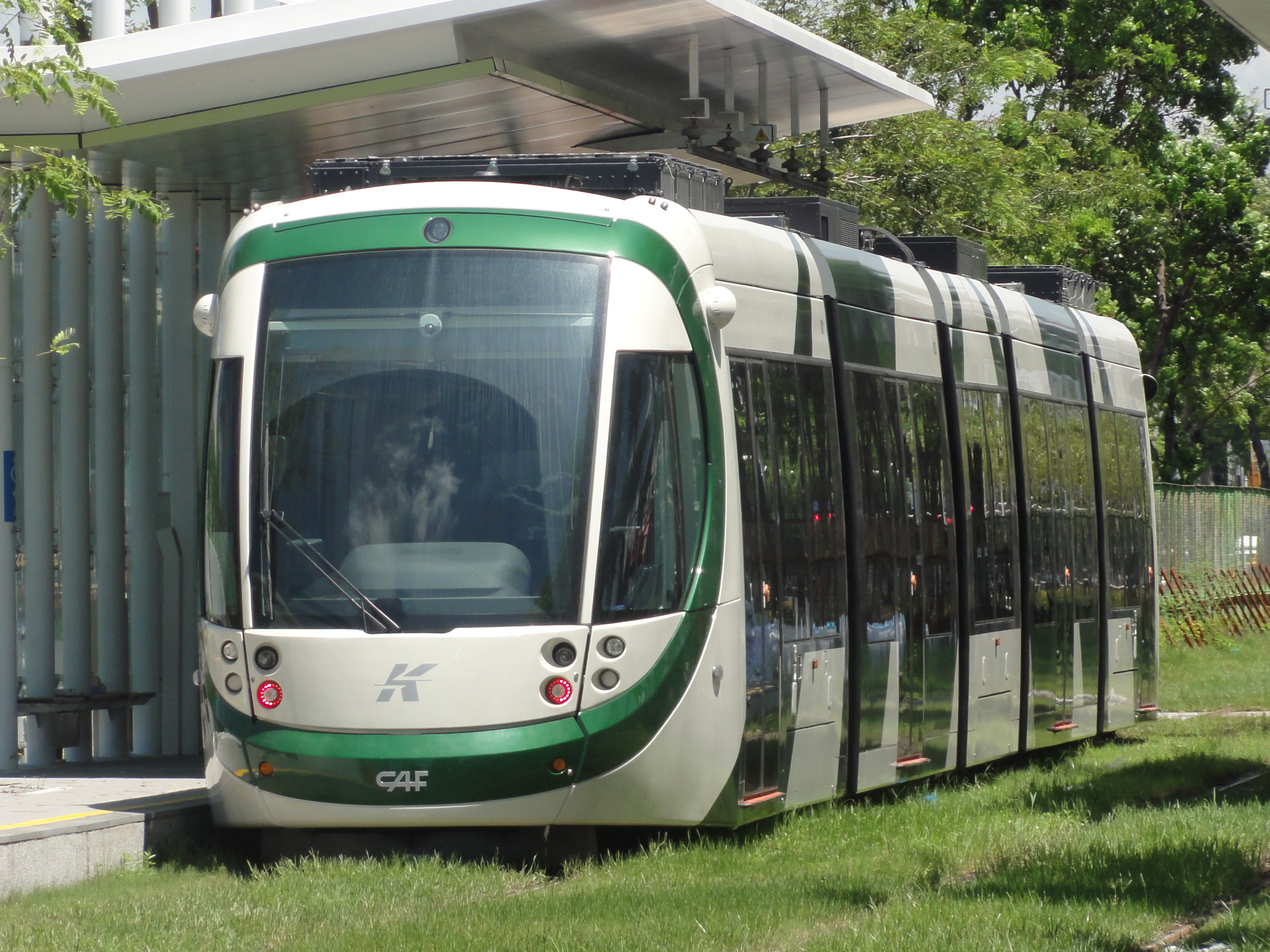
高雄捷運環状軽軌
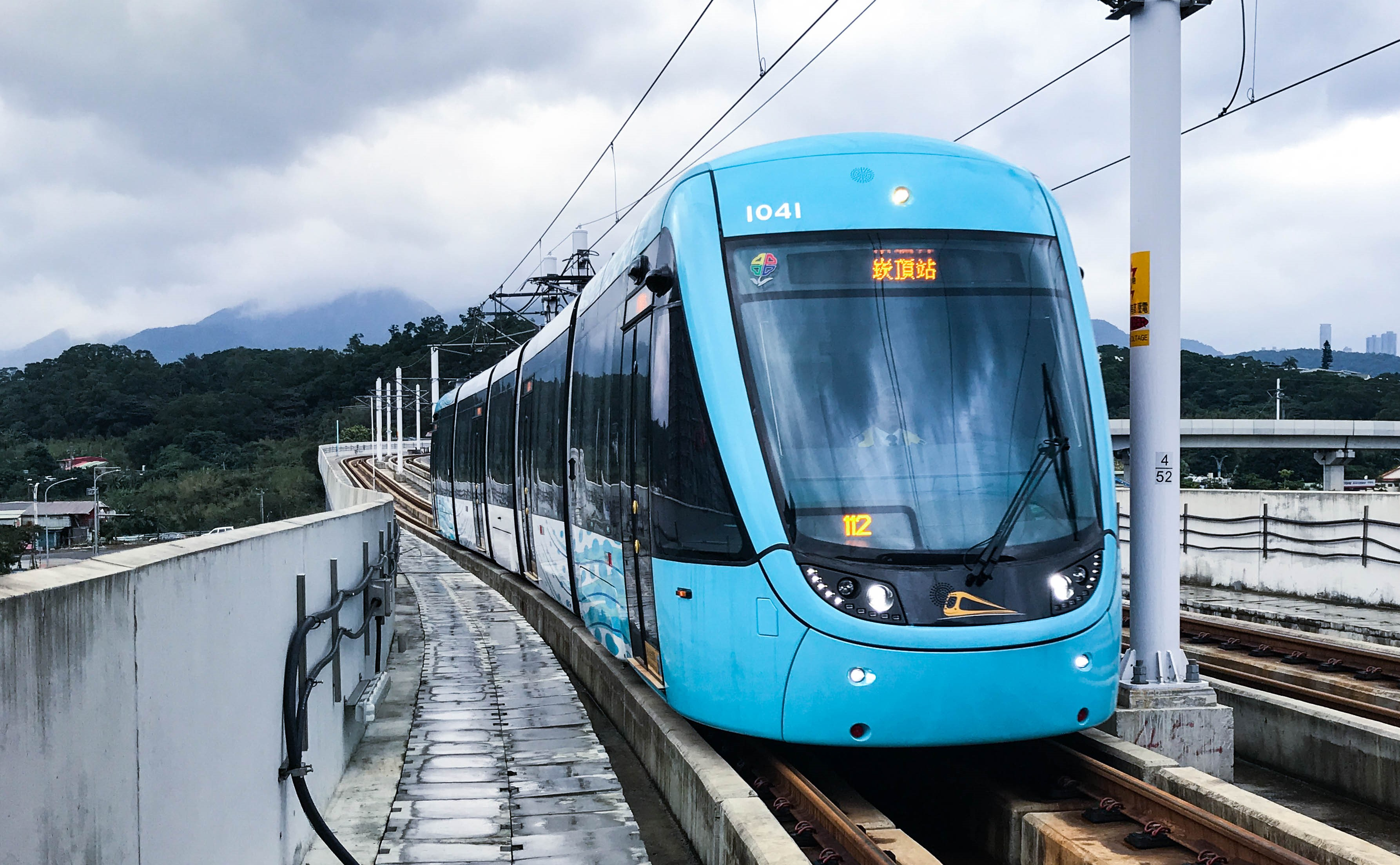
新北捷運淡海軽軌

- 日本：LRTAにおける定義によると、次の6社がLRTとなる[2]。
  - 広島電鉄宮島線
  - 京福電気鉄道（嵐電）
  - 東急世田谷線
  - 阪堺電気軌道
  - 筑豊電気鉄道
  - 江ノ島電鉄

この他、新規のLRT路線として宇都宮ライトレールが2023年8月に開業している。また神戸市など数都市でLRTを新設する構想がある。

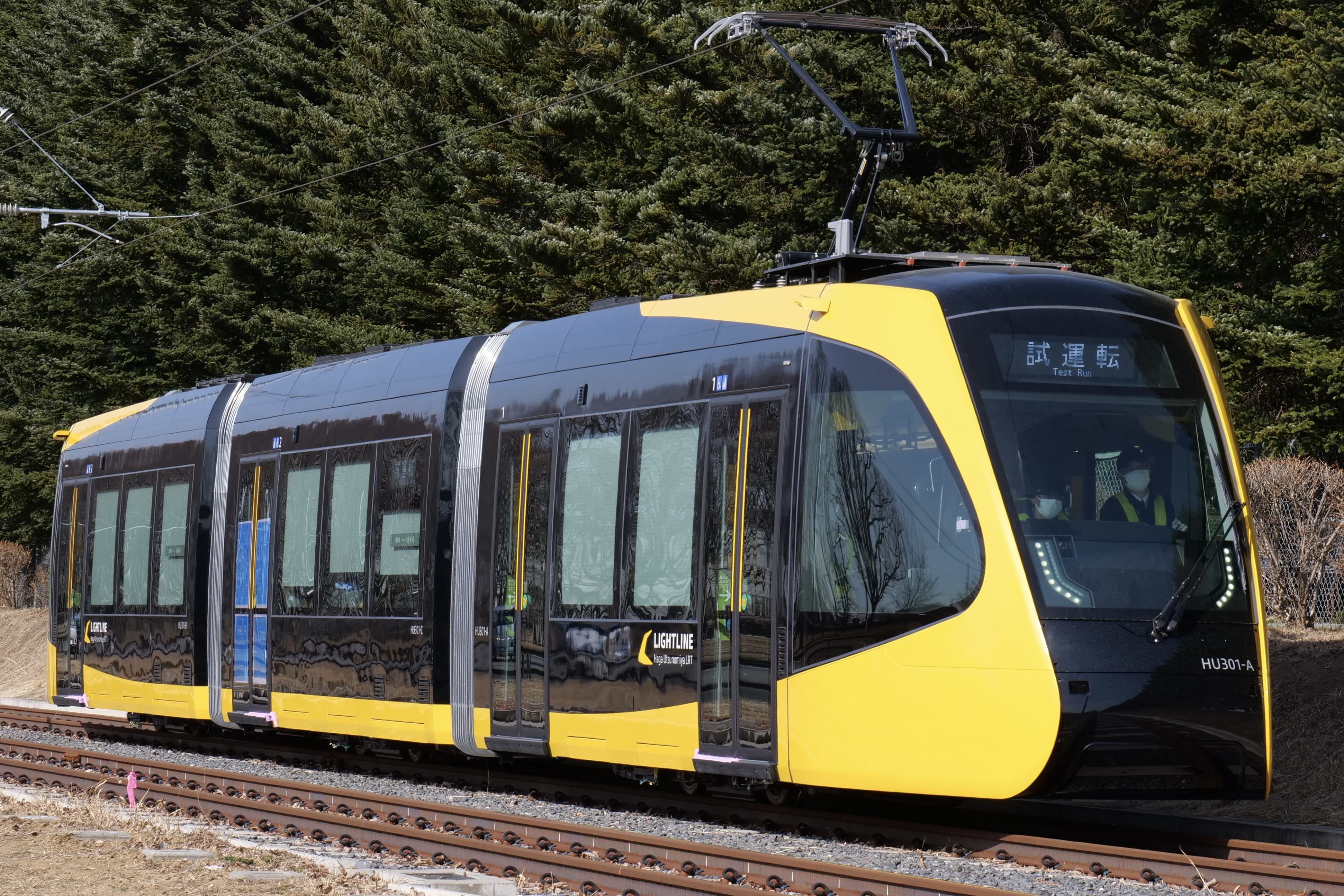
宇都宮ライトレール
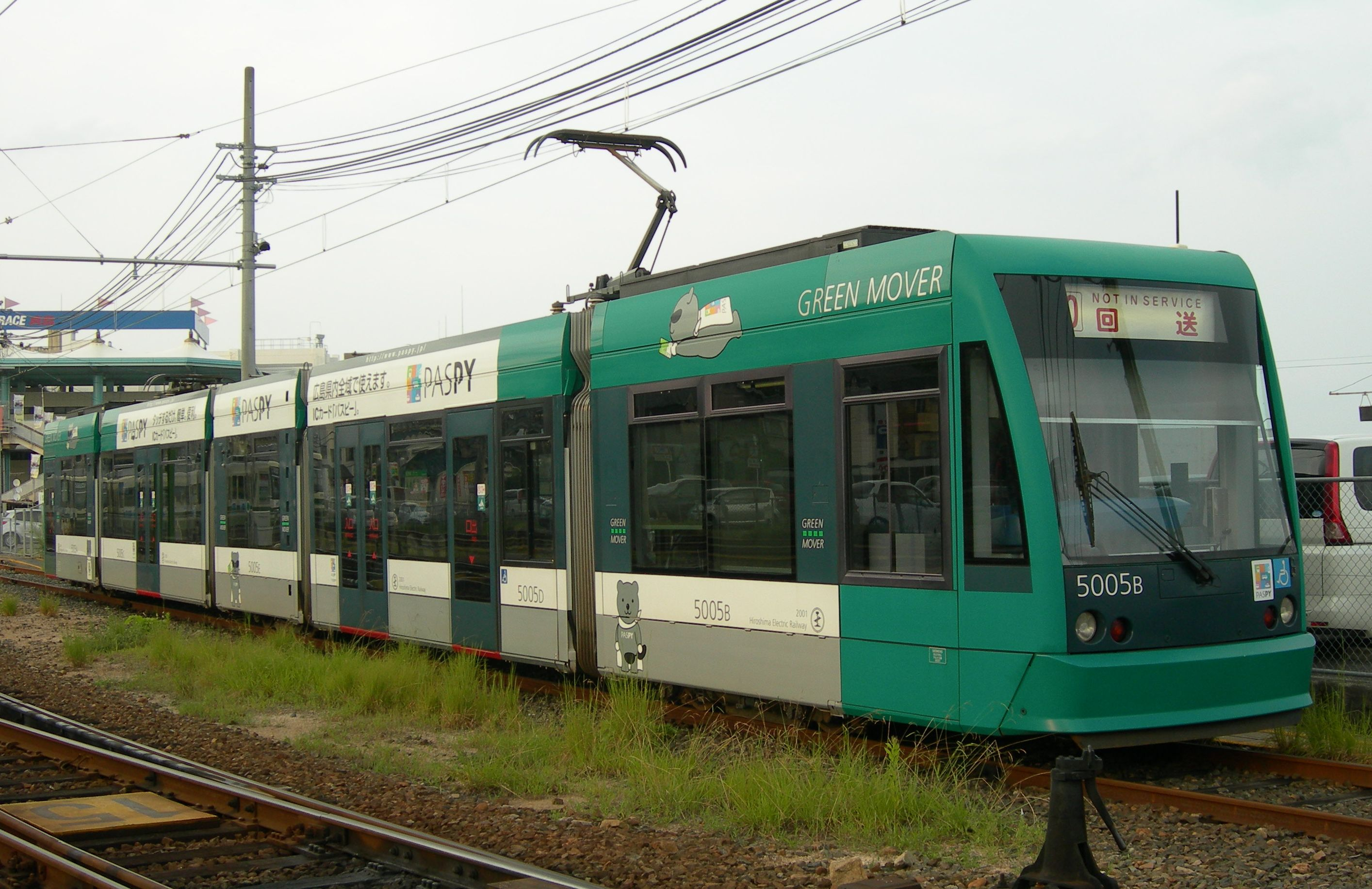
広島電鉄
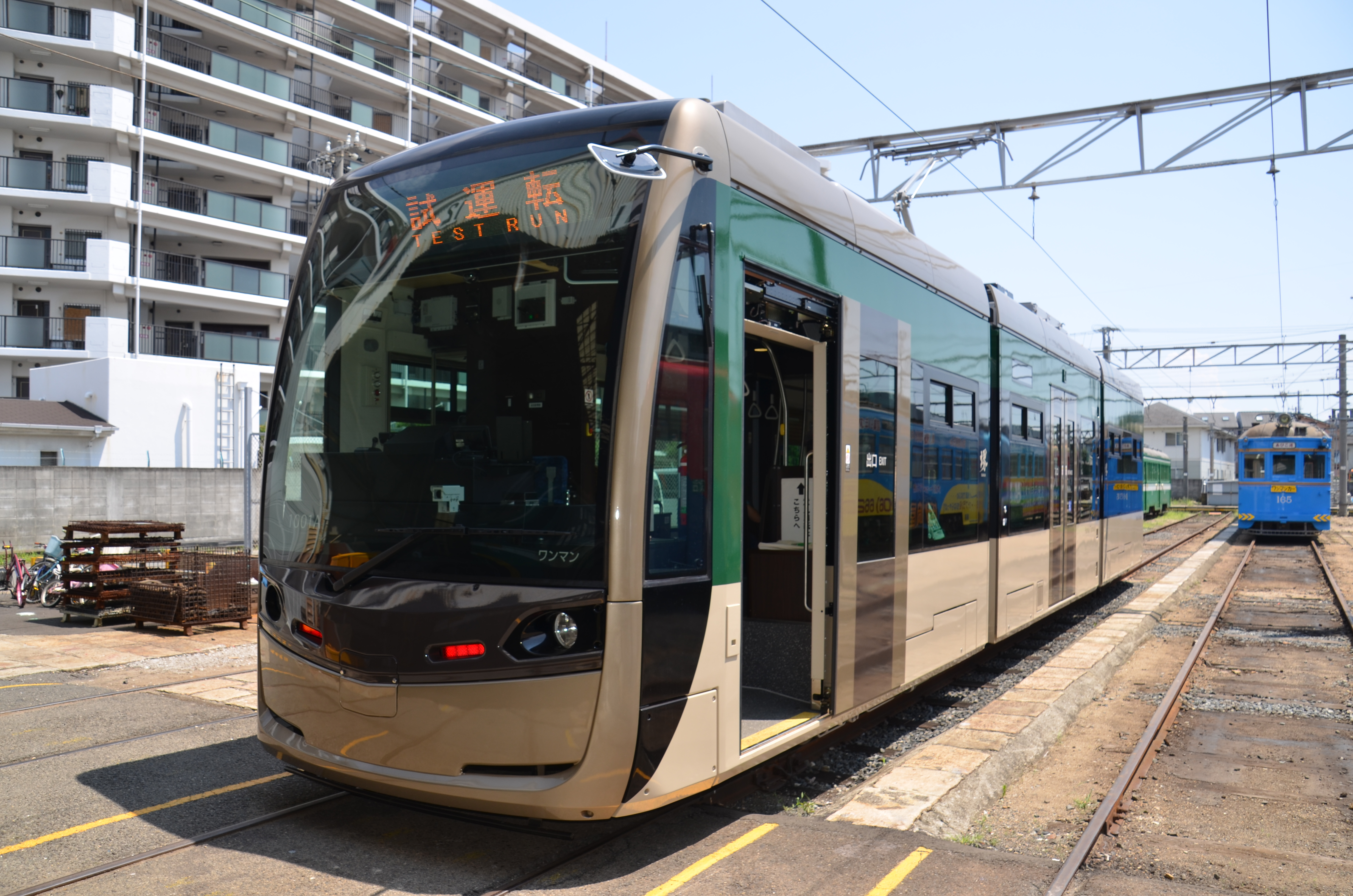
阪堺電気軌道
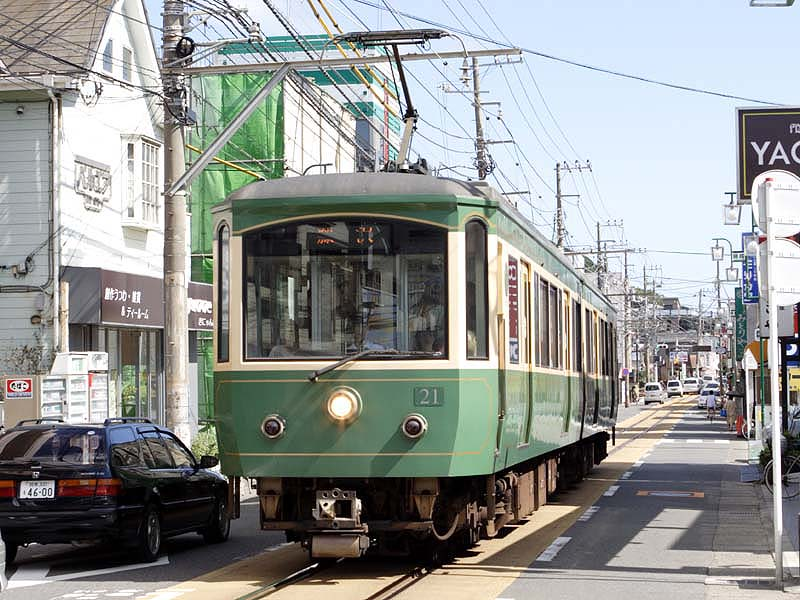
江ノ島電鉄
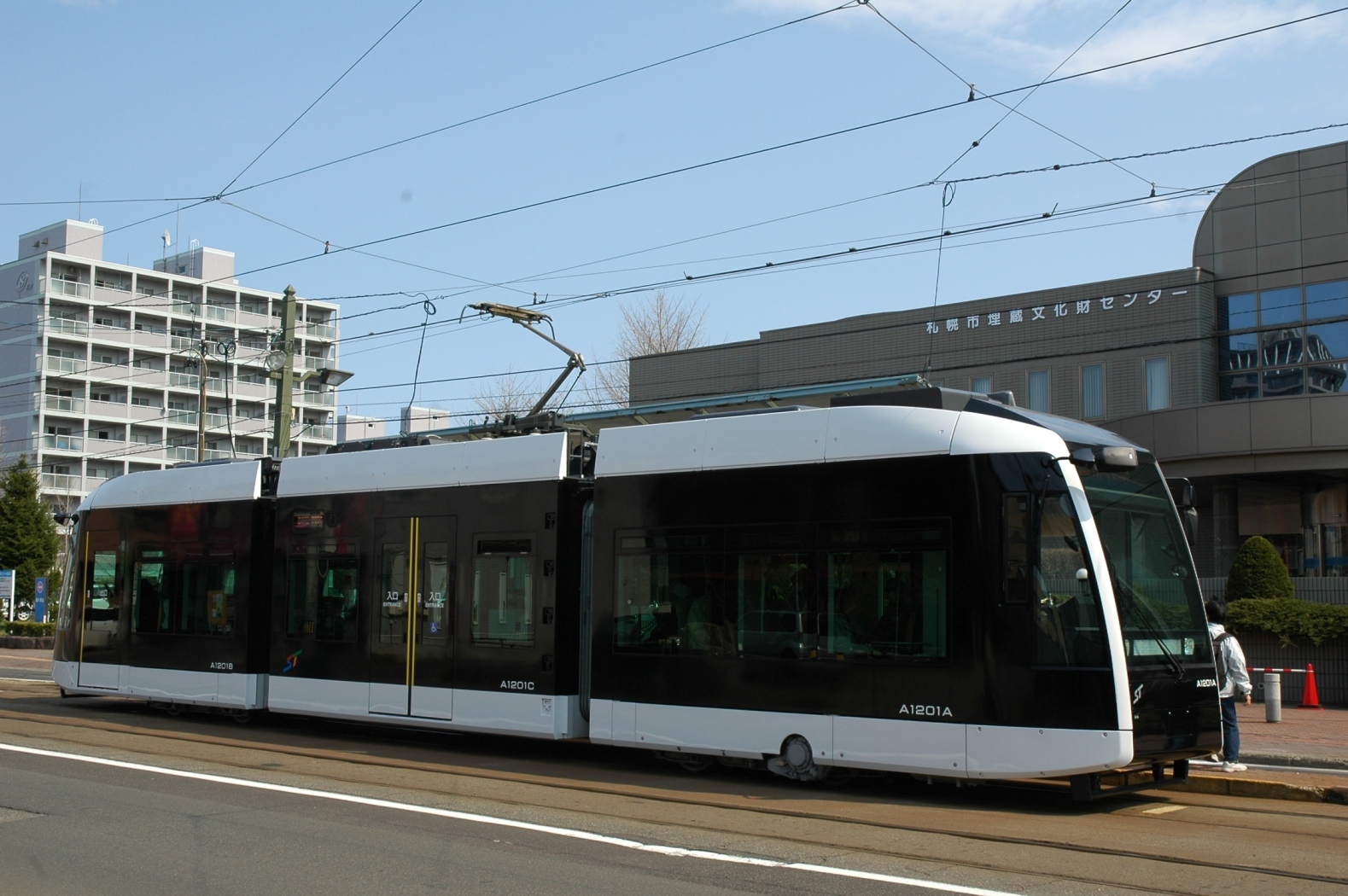
札幌市交通事業振興公社

- インドネシア
  - ジャカルタ
    - ジャボデベックLRT（グレーター・ジャカルタ・LRT）。ジャカルタ都市圏内で運行されている。国鉄に相当するクレタ・アピ・インドネシア（KAI) による運営。ジャカルタ都心部とボゴール、デポック、ブカシなどのジャカルタ郊外の都市部（ジャボデベク）を結ぶ計画。2023年に開業。
    - ジャカルタLRT。上記のジャボデベクLRTとは別の路線で、2023年現在、5.8 km（3.6 マイル）の区間が運行されている。クラパ・ガディン地区のペガンサーン・ドゥア駅とヴェロドローム駅を結ぶ。2019年に開業。

  - パレンバン
    - パレンバンLRT。南スマトラ州の州都パレンバン市内で運行しているLRT。インドネシア初のLRTとして、2018年に開業。

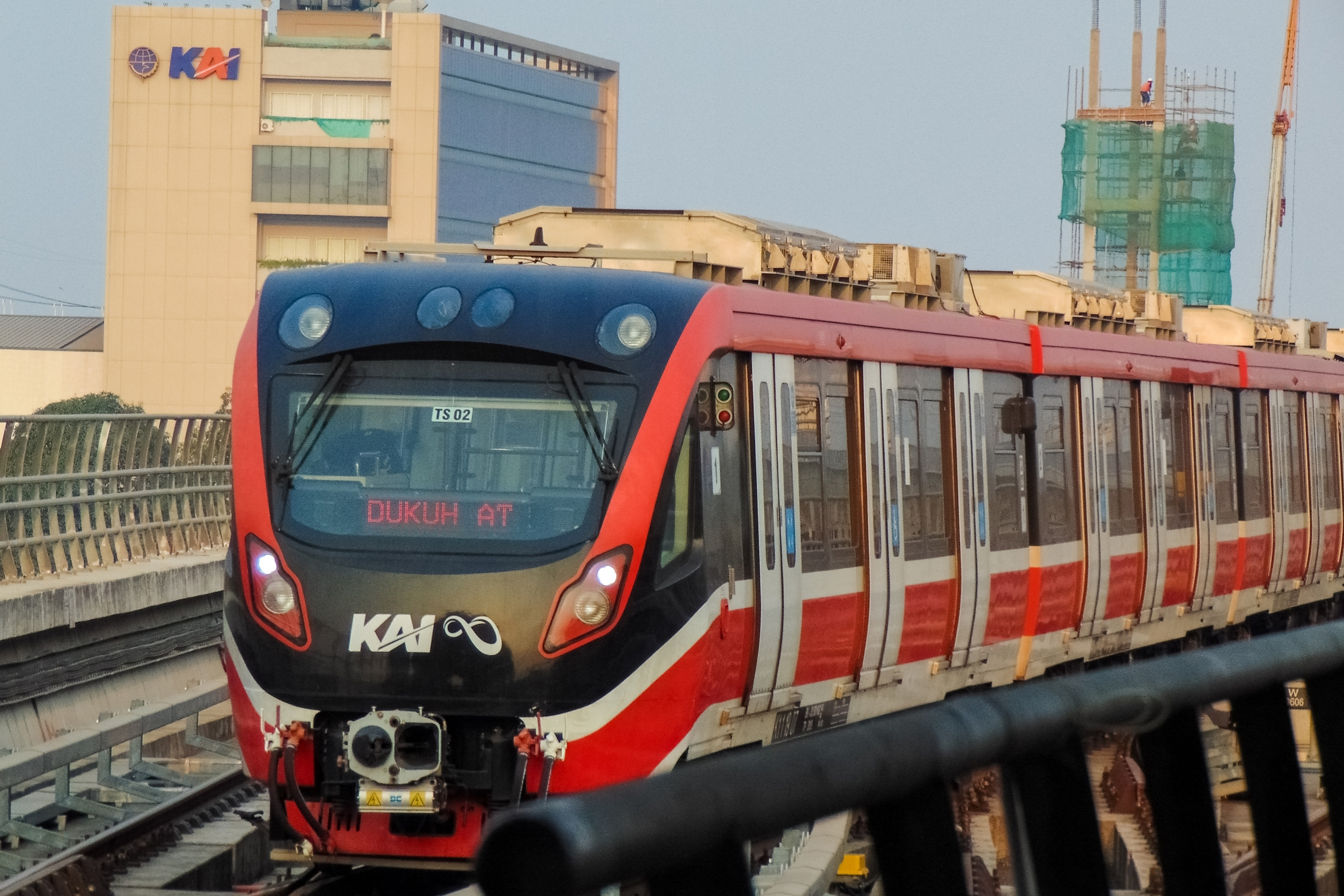
ジャボデベクLRT。2023年8月28日開業
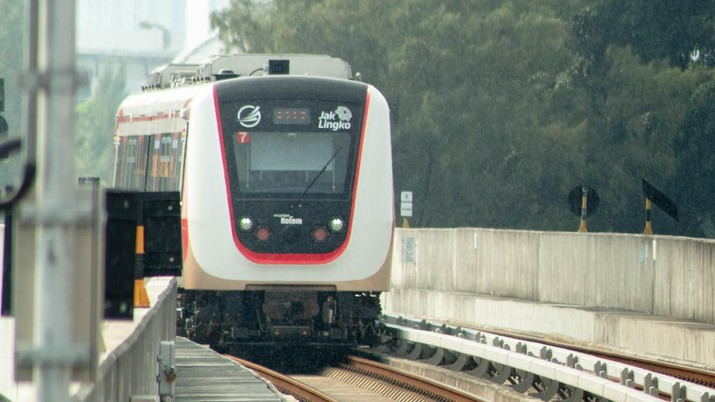
ジャカルタLRT。2019年12月1日開業
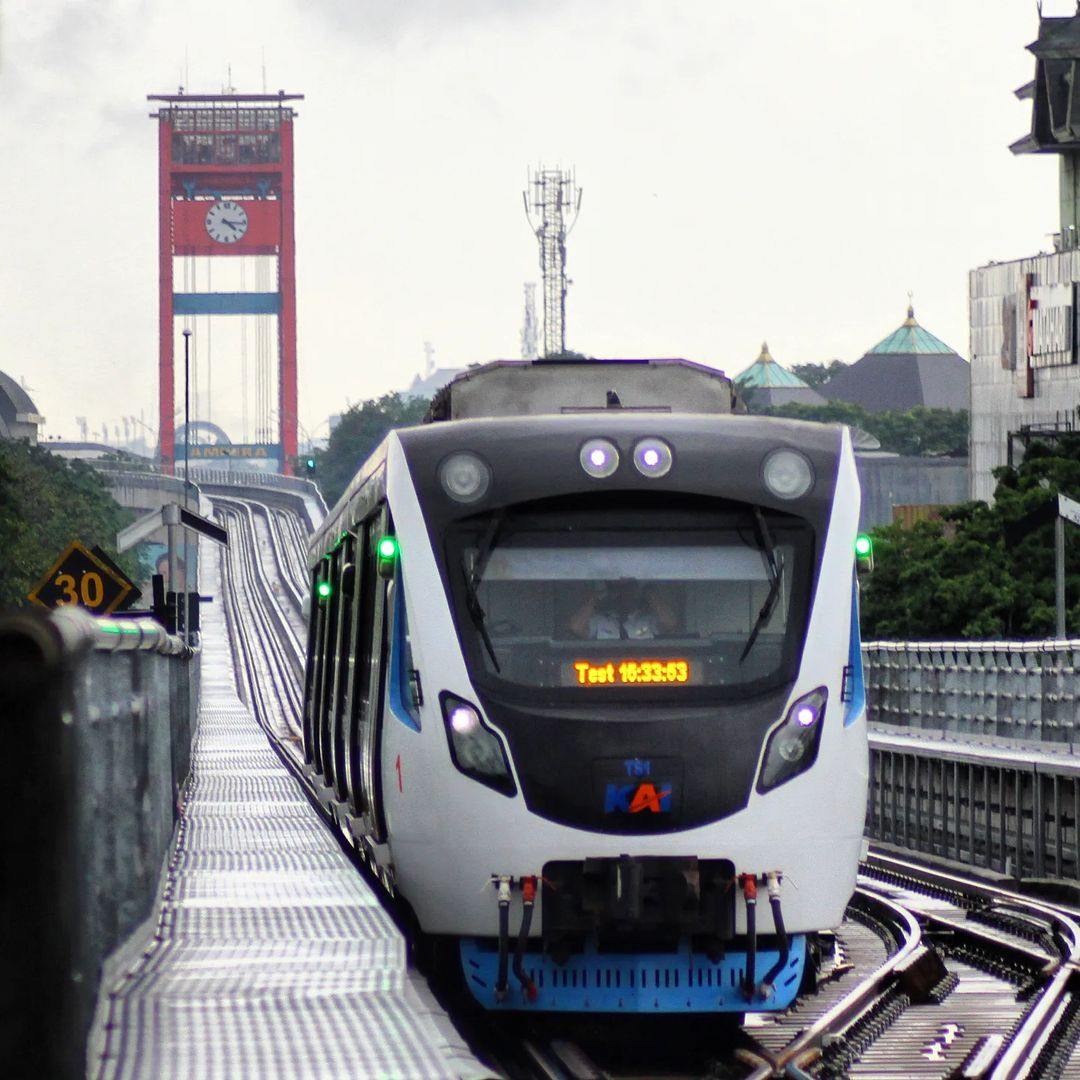
パレンバンLRT

### アフリカ
- エチオピア
  - アディスアベバ・ライトレール：エチオピアの首都アディスアベバで2015年9月に開通。
- エジプト
  - アレクサンドリア・ライトレール：エジプトの第2の都市アレクサンドリアでの歴史は古く、馬車軌道の時代から含めると19世紀中期に遡る。